# 番州 (隋朝)
番州，中国隋朝时设置的州。
仁寿元年（601年），改广州置，治所在南海县（今广东省广州市）。辖境相当今广东省乳源、怀集、三水、开平等县以东，翁源、龙门、深圳等市县以西及五岭以南地。大业三年（607年）改为南海郡。